# Kitni Vrh
Kitni Vrh – wieś w Słowenii, w gminie Ivančna Gorica. W 2018 roku liczyła 97 mieszkańców.